# Phare de Huron Harbor

Le phare de Huron Harbor (en anglais : Huron Harbor Light), est un phare situé à l'extrémité du brise-lames du port de Huron sur le lac Érié dans le comté d'Erie, Ohio.

## Historique
Le phare actuel, mis en service en 1936, a remplacé celui de 1835. Sa lanterne a été retirée en 1972, date de son automatisation avec une balise solaire.

## Description
Le phare  est une tour métallique en acier de 22 m de haut, portant une balise et montée sur le bâtiment de signal de brouillard. Elle est peinte entièrement en blanc.
Son feu isophase émet, à une hauteur focale de 24 m, une lumière blanche de 3 secondes par période de 6 secondes. Sa portée est de 10 milles nautiques (environ 19 km). Il est équipé d'une corne de brume émettant deux souffles toutes les 30 secondes.

## Caractéristiques dufeu maritime
Fréquence : 6 secondes (R)
- Lumière : 3 secondes
- Obscurité : 3 secondes

Identifiant : ARLHS : USA-393 ; USCG : 7-4475.

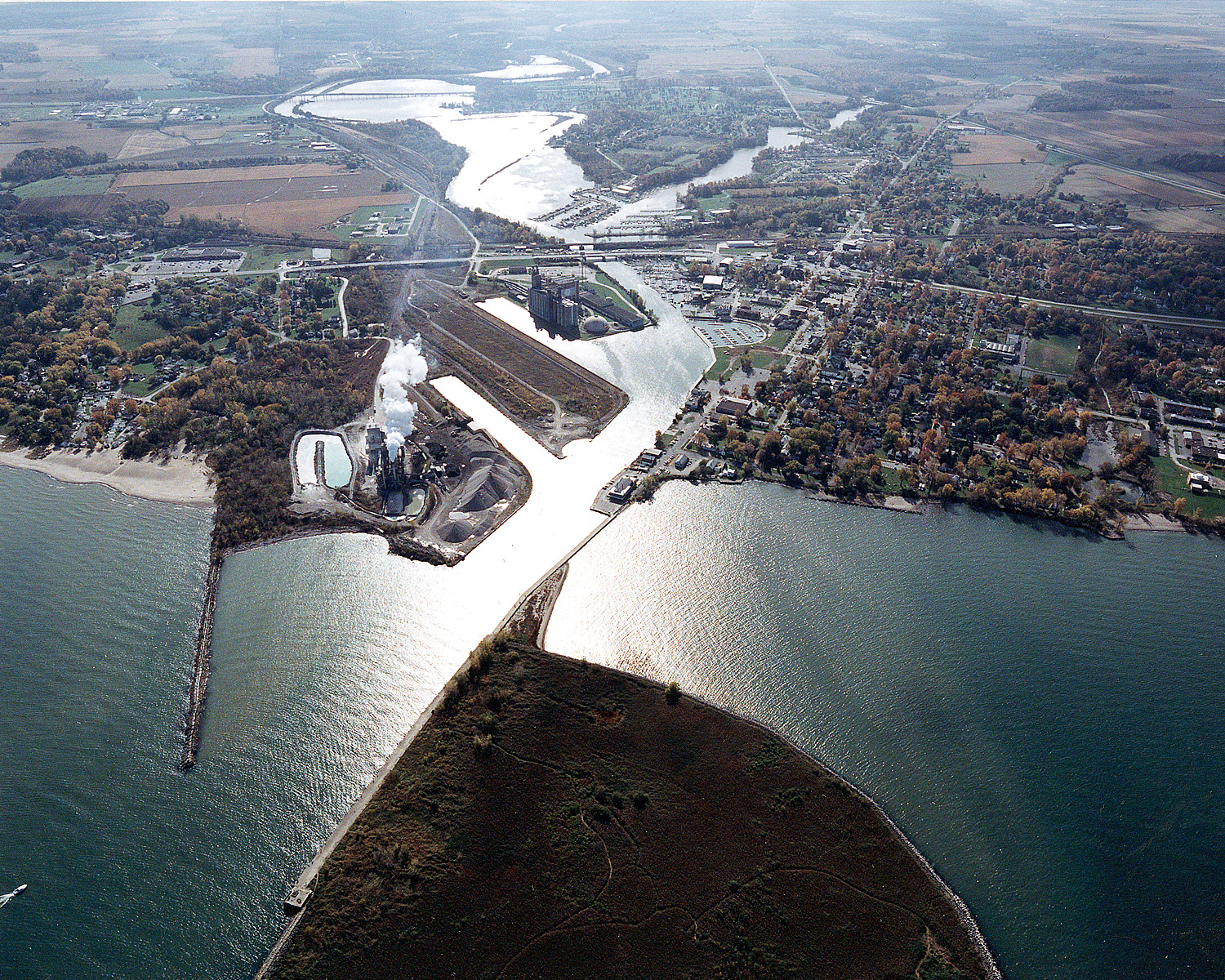
Huron Harbor (vue aérienne)

### Lien connexe
- Liste des phares de l'Ohio